# Олімпія-Філдс (Іллінойс)
Олімпія-Філдс (англ. Olympia Fields) — селище (англ. village) в США, в окрузі Кук штату Іллінойс. Населення — 4718 осіб (2020).

## Географія
Олімпія-Філдс розташована за координатами 41°30′55″ пн. ш. 87°41′38″ зх. д. / 41.51528° пн. ш. 87.69389° зх. д. (41.515146, -87.694016).  За даними Бюро перепису населення США в 2010 році селище мало площу 7,62 км², з яких 7,61 км² — суходіл та 0,01 км² — водойми.

## Демографія
Згідно з переписом 2010 року, у селищі мешкало 4988 осіб у 1951 домогосподарстві у складі 1374 родин. Густота населення становила 655 осіб/км².  Було 2104 помешкання (276/км²).
Расовий склад населення:
| - 69,5 % — чорних або афроамериканців - 25,3 % — білих - 2,3 % — азіатів - 0,1 % — корінних американців |

До двох чи більше рас належало 1,9 %. Частка іспаномовних становила 2,5 % від усіх жителів.
За віковим діапазоном населення розподілялося таким чином: 19,1 % — особи молодші 18 років, 55,3 % — особи у віці 18—64 років, 25,6 % — особи у віці 65 років та старші. Медіана віку мешканця становила 50,5 року. На 100 осіб жіночої статі у селищі припадало 86,3 чоловіків;  на 100 жінок у віці від 18 років та старших — 84,5 чоловіків також старших 18 років.
Середній дохід на одне домашнє господарство  становив 110 495 доларів США (медіана — 91 895), а середній дохід на одну сім'ю — 126 038 доларів (медіана — 107 632). Медіана доходів становила 77 474 долари для чоловіків та 62 426 доларів для жінок. За межею бідності перебувало 4,1 % осіб, у тому числі 7,1 % дітей у віці до 18 років та 1,3 % осіб у віці 65 років та старших.
Цивільне працевлаштоване населення становило 2169 осіб. Основні галузі зайнятості: освіта, охорона здоров'я та соціальна допомога — 33,1 %, науковці, спеціалісти, менеджери — 13,5 %, виробництво — 12,5 %.